# Блаж Лорковић
Блаж Лорковић (Јарчепоље, 29. јануар 1839 — Загреб, 17. фебруар 1892), економист, политичар, правник и књижевник. Припадао историјској школи. Критиковао Смита и класичну школу политичке економије. Први код нас писао o жени и њеном раду у привреди. Гл. дела: Разговори о народном господарству (1880), Жена у кући u друштву (1883). У радњу љубавних приповедака уплеће анализе социјалних проблема, предлажући њихова решења. 
Гл. дела: Путне згоде и незгоде (путопис, 1865), Исповијести (роман, 1868).